# Open GDF Suez 2009
Open GDF Suez 2009 — жіночий професійний тенісний турнір played on indoor hardcourts. Це був 17-й турнір Open GDF Suez (який раніше називався Open Gaz de France) and was a Premier tournament в рамках Туру WTA 2009. Відбувся at П'єр де Кубертен in Париж, Франція з 9 до 15 лютого 2009 року.
The top three seeds were Серена Вільямс, the Відкритий чемпіонат Австралії з тенісу 2009 singles champion and twice the winner of this event, Єлена Янкович, a former 1-ша ракетка світу, and Олена Дементьєва, the 2008 Olympic gold medalist in singles and a Відкритий чемпіонат Австралії з тенісу 2009 півфіналst. Агнешка Радванська, home favourite Алізе Корне, Патті Шнідер, Анабель Медіна Гаррігес, а також двократний чемпіон Амелі Моресмо also played this event.

## Учасниці

### Сіяні пари
Марія Шарапова was initially set to make her season debut here after sitting out several months через травму плеча. Утім, she eventually знялись. Її замінила Єлена Янкович. Катарина Среботнік також знялась з турніру with an ongoing injury.
| Спортсменка             | Країна        | Рейтинг* | Сіяна |
| ----------------------- | ------------- | -------- | ----- |
| Серена Вільямс          | United States | 1        | 1     |
| Єлена Янкович           | Serbia        | 3        | 2     |
| Олена Дементьєва        | Росія         | 4        | 3     |
| Агнешка Радванська      | Poland        | 10       | 4     |
| Алізе Корне             | France        | 13       | 5     |
| Патті Шнідер            | Швейцарія     | 16       | 6     |
| Анабель Медіна Гаррігес | Spain         | 20       | 7     |
| Амелі Моресмо           | France        | 24       | 8     |

- Рейтинг подано станом на 9 лютого 2009.

### Інші учасниці
Нижче наведено учасниць, які отримали вайлд-кард на участь в основній сітці:
- Єлена Янкович
- Даніела Гантухова
- Віржіні Раззано
- Наталі Деші

Нижче наведено гравчинь, які пробились в основну сітку через стадію кваліфікації:
- Емілі Луа
- Кароліна Шпрем
- Оксана Любцова
- Анастасія Севастова

## Prize money & points
The total prize money for the tournament was US$700,000, upgraded from the previous year's US$600,000.
Загальний призовий фонд: 700 000 $
| Round                | Одиночний розряд | Одиночний розряд   | Парний розряд   | Парний розряд      |
| Round                | Prize money ($)  | WTA Ranking points | Prize money ($) | WTA Ranking points |
| -------------------- | ---------------- | ------------------ | --------------- | ------------------ |
| Winner               | 107,000          | 470                | 34,000          | 470                |
| фіналіст             | 56,000           | 320                | 17,800          | 320                |
| півфінал             | 30,000           | 200                | 9,400           | 200                |
| Quarterfinal         | 15,925           | 120                | 4,950           | 120                |
| 1/8                  | 8,950            | 60                 | 2,650           | 1                  |
| 1/16                 | 4,580            | 1                  | -               | -                  |
| Qualified            | -                | 20                 | -               | -                  |
| Qualifying 3rd Round | 2,460            | 12                 | -               | -                  |
| Qualifying 2nd Round | 1,320            | 8                  | -               | -                  |
| Qualifying 1sf Round | 700              | 1                  | -               | -                  |

## Фінальна частина

### Одиночний розряд
Амелі Моресмо —  Олена Дементьєва 7-6(7), 2-6, 6-4
- Для Моресмо це був єдиний титул за сезон and 25th and last of her career. It was her 3rd win at the event, also winning in 2001 and 2006.

### Парний розряд
Кара Блек /  Лізель Губер —  Квета Пешке / 
Ліза Реймонд 6–4, 3–6, [10–4]